# Quick Step (wielerploeg)/2007
Deze pagina geeft een overzicht van de wielerploeg Quick·Step in 2007.
| Naam                      | Geboortedatum | Nationaliteit | Ploeg 2006        | Titel                                                  |
| ------------------------- | ------------- | ------------- | ----------------- | ------------------------------------------------------ |
| Serge Baguet              | 18-08-1969    | België        |                   |                                                        |
| Carlos Barredo            | 05-06-1981    | Spanje        | Astana            |                                                        |
| Paolo Bettini             | 01-04-1974    | Italië        |                   | Olympisch kampioen, Italiaans kampioen, Wereldkampioen |
| Tom Boonen                | 15-10-1980    | België        |                   |                                                        |
| Wilfried Cretskens        | 10-07-1976    | België        |                   |                                                        |
| Addy Engels               | 16-06-1977    | Nederland     |                   |                                                        |
| Mauro Facci               | 11-05-1982    | Italië        | Team Barloworld   |                                                        |
| Juan Manuel Gárate        | 24-04-1976    | Spanje        |                   |                                                        |
| Dmytro Hrabovsky          | 30-09-1985    | Oekraïne      | beloften          |                                                        |
| Kevin Hulsmans            | 11-04-1978    | België        |                   |                                                        |
| Steven de Jongh           | 25-11-1973    | Nederland     |                   |                                                        |
| Alessandro Proni          | 28-12-1982    | Italië        | beloften          |                                                        |
| Sébastien Rosseler        | 15-07-1981    | België        |                   |                                                        |
| Ivan Santaromita          | 30-04-1984    | Italië        |                   |                                                        |
| Leonardo Scarselli        | 19-04-1975    | Italië        |                   |                                                        |
| Hubert Schwab             | 05-04-1982    | Zwitserland   |                   |                                                        |
| Kevin Seeldraeyers        | 12-09-1986    | België        | beloften          |                                                        |
| Gert Steegmans            | 30-09-1980    | België        | Davitamon-Lotto   |                                                        |
| Bram Tankink              | 03-12-1978    | Nederland     |                   |                                                        |
| Andrea Tonti              | 16-02-1972    | Italië        | Acqua & Sapone    |                                                        |
| Matteo Tosatto            | 14-05-1974    | Italië        |                   |                                                        |
| Jurgen Van De Walle       | 09-02-1977    | België        |                   |                                                        |
| Kevin Van Impe            | 19-04-1981    | België        |                   |                                                        |
| Peter Van Petegem         | 18-01-1970    | België        | Davitamon-Lotto   |                                                        |
| Cédric Vasseur            | 18-08-1970    | Frankrijk     |                   |                                                        |
| Geert Verheyen            | 10-03-1973    | België        |                   |                                                        |
| Davide Viganò             | 12-06-1984    | Italië        |                   |                                                        |
| Giovanni Visconti         | 13-01-1983    | Italië        | Team Milram       |                                                        |
| Wouter Weylandt           | 27-09-1984    | België        |                   |                                                        |
| Maarten Wijnants          | 13-05-1982    | België        | Chocolade Jacques |                                                        |
| Stagiairs                 |               |               |                   |                                                        |
| Detlef Moerman (stagiair) | 04-09-1985    | België        |                   |                                                        |
| Stijn Neirynck (stagiair) | 14-09-1985    | België        |                   |                                                        |
| Tim Vermeersch (stagiair) | 04-10-1985    | België        |                   |                                                        |

Mannen:   2003 · 2004 · 2005 · 2006 · 2007 · 2008 · 2009 · 2010 · 2011 · 2012 · 2013 · 2014 · 2015 · 2016 · 2017 · 2018 · 2019 · 2020 · 2021 · 2022 · 2023 · 2024 · 2025
Vrouwen:   2023 · 2024 · 2025
AG2R-La Mondiale · Astana · Bouygues Télécom · Caisse d'Epargne · Cofidis, Le Crédit par Téléphone · Crédit Agricole · Team CSC · Discovery Channel Pro Cycling Team · Euskaltel-Euskadi · La Française des Jeux · Team Gerolsteiner · Lampre - Fondital · Liquigas - Bianchi · Predictor-Lotto · Quick·Step - Innergetic · Rabobank · Saunier Duval - Prodir · Team Milram · T-Mobile Team · Unibet.com